# Flärken (Hammerdals socken, Jämtland, 704487-148740)
Flärken är en sjö i Strömsunds kommun i Jämtland och ingår i Indalsälvens huvudavrinningsområde. Sjön har en area på 0,081 kvadratkilometer och ligger 301,2 meter över havet. Sjön avvattnas av vattendraget Neningsbäcken.

## Delavrinningsområde
Flärken ingår i det delavrinningsområde (704463-148731) som SMHI kallar för Mynnar i Mörtsjöbäcken. Medelhöjden är 318 meter över havet och ytan är 4,71 kvadratkilometer. Räknas de 4 avrinningsområdena uppströms in blir den ackumulerade arean 37,84 kvadratkilometer. Neningsbäcken som avvattnar avrinningsområdet har biflödesordning 4, vilket innebär att vattnet flödar genom totalt 4 vattendrag innan det når havet efter 192 kilometer. Avrinningsområdet består mestadels av skog (73 procent). Avrinningsområdet har 0,12 kvadratkilometer vattenytor vilket ger det en sjöprocent på 2,6 procent.